# Aziatische auto in 2009
Dit artikel geeft een overzicht van alle Aziatische personenwagens die in 2009 op de markt kwamen. De auto's staan alfabetisch gerangschikt per merk.
| BYD |                  | concern:                    | onafhankelijk |
| BYD | divisie:         |                             |               |
| BYD | merk:            | BYD China                   |               |
| BYD | model:           | F0                          |               |
| BYD | einde productie: | 2015                        |               |
| BYD | productieaantal: | 533.594 (verkocht in China) |               |

| BYD |                  | concern:                     | onafhankelijk |
| BYD | divisie:         |                              |               |
| BYD | merk:            | BYD China                    |               |
| BYD | model:           | G3 sedan (verbeterde BYD F3) |               |
| BYD | einde productie: | 2014                         |               |
| BYD | productieaantal: | 152.832 (verkocht in China)  |               |

| BYD |                  | concern:                                   | onafhankelijk |
| BYD | divisie:         |                                            |               |
| BYD | merk:            | BYD China                                  |               |
| BYD | model:           | S8 cabriolet (oorspronkelijk 'F8' genoemd) |               |
| BYD | einde productie: | 2010                                       |               |
| BYD | productieaantal: | 103 (verkocht in China)                    |               |

| Chang'an |                  | concern:                           | onafhankelijk |
| Chang'an | divisie:         |                                    |               |
| Chang'an | merk:            | Chang'an China                     |               |
| Chang'an | model:           | Alsvin sedan/5-deur (1e generatie) |               |
| Chang'an | einde productie: | 2013                               |               |
| Chang'an | productieaantal: | ?                                  |               |

| Chevrolet Daewoo |                  | concern: | General Motors Verenigde Staten |
| Chevrolet Daewoo | divisie:         | GM Korea Zuid-Korea |                                 |
| Chevrolet Daewoo | merk:            | Chevrolet Verenigde Staten, Daewoo Zuid-Korea |                                 |
| Chevrolet Daewoo | model:           | Spark vijfdeurhatchback (globaal model van Chevrolet; in een aantal landen als Beat verkocht; verscheen in 2010 in Europa en in 2012 in de Noord-Amerika) Matiz Creative (Daewoo; 3e generatie; enkel in Zuid-Korea als Daewoo verkocht vanaf 2009) |                                 |
| Chevrolet Daewoo | einde productie: | 2015 |                                 |
| Chevrolet Daewoo | productieaantal: | ca. 350.000 (verkocht in Europa en Noord-Amerika) |                                 |

| Citroën |                  | concern:                                               | Dongfeng Peugeot-Citroën Automobile China |
| Citroën | divisie:         |                                                        |                                           |
| Citroën | merk:            | Citroën Frankrijk                                      |                                           |
| Citroën | model:           | C-Quatre sedan/5-deur (variant van de 1e generatie C4) |                                           |
| Citroën | einde productie: | 2015                                                   |                                           |
| Citroën | productieaantal: | ?                                                      |                                           |

| EuAuto |                  | concern: | onafhankelijk |
| EuAuto | divisie:         | |               |
| EuAuto | merk:            | EuAuto Hongkong |               |
| EuAuto | model:           | MyCar elektrische stadswagen (verkocht in Hong Kong en enkele Europese landen; EuAuto werd in 2010 opgekocht door het Amerikaanse GreenTech Automotive, waarop het model GTA MyCar werd genoemd) |               |
| EuAuto | einde productie: | ten laatste 2017 |               |
| EuAuto | productieaantal: | enkele honderden (voor de overname) |               |

| Kia |                  | concern:                                              | Hyundai Zuid-Korea |
| Kia | divisie:         |                                                       |                    |
| Kia | merk:            | Kia Zuid-Korea                                        |                    |
| Kia | model:           | Cadenza (1e generatie; in Zuid-Korea als K7 verkocht) |                    |
| Kia | einde productie: | 2016                                                  |                    |
| Kia | productieaantal: | ?                                                     |                    |

| Kia |                  | concern:                                           | Hyundai Zuid-Korea |
| Kia | divisie:         |                                                    |                    |
| Kia | merk:            | Kia Zuid-Korea                                     |                    |
| Kia | model:           | Sorento vijfdeur-suv (2e generatie)                |                    |
| Kia | einde productie: | 2014                                               |                    |
| Kia | productieaantal: | ruim 670.000 (verkocht in Noord-Amerika en Europa) |                    |

| Mercedes-Benz |                  | concern: | Beijing Benz Automotive China |
| Mercedes-Benz | divisie:         | |                               |
| Mercedes-Benz | merk:            | Mercedes-Benz Duitsland                                                                                         |                               |
| Mercedes-Benz | model:           | E-Klasse L verlengde sedan (V212; afgeleid van de 4e generatie E-Klasse sedan uit Europa voor de Chinese markt) |                               |
| Mercedes-Benz | einde productie: | ca. 2016 |                               |
| Mercedes-Benz | productieaantal: | ? |                               |